# دولت اول نوری مالکی
دولت نخست نوری مالکی به اولین دولت قانونی تشکیل شده در عراق گفته می‌شود که با آرای نمایندگان مجلس عراق در تاریخ ۲۰ مه ۲۰۰۶ میلادی، قدرت را در عراق رسماً در دست گرفت. نوری مالکی در این دولت از ۳۷ وزیر از گرایش‌های گوناگون مذهبی و سیاسی استفاده کرد. دولت اول نوری مالکی تا ۲۲ دسامبر ۲۰۱۰ قدرت را در اختیار داشت.

## کابینه دولت
| جایگاه                       | وزیر                      | ائتلاف               | حزب                         | تاریخ                               |
| ---------------------------- | ------------------------- | -------------------- | --------------------------- | ----------------------------------- |
| نخست وزیر                    | نوری مالکی                | ائتلاف عراق متحد     | حزب الدعوه                  | ۲۰۰۶-۰۵-۲۰ -                        |
| معاون نخست وزیر              | برهم صالح                 | ائتلاف کردستان       | اتحادیه میهنی کردستان       | ۲۰۰۶-۰۵-۲۰ -                        |
| معاون نخست وزیر              | Salam al-Zobaie           | جبهه توافق عراق      | Iraqi People's Conference   | ۲۰۰۶-۰۵-۲۰ - ۲۰۰۷-۰۸-۰۱             |
| معاون نخست وزیر              | رفیع العیساوی             | جبهه توافق عراق      | حزب اسلامی عراق             | ۲۰۰۸-۰۷-۱۹ -                        |
| وزیر کشور                    | نوری مالکی (acting)       | ائتلاف عراق متحد     | حزب الدعوه                  | ۲۰۰۶-۰۵-۲۰ - ۲۰۰۶-۰۶-۰۸             |
| وزیر کشور                    | جواد بولانی               | ائتلاف عراق متحد     | مستقل                       | ۲۰۰۶-۰۶-۰۸ -                        |
| وزیر امور خارجه              | هوشیار زیباری             | ائتلاف کردستان       | حزب دموکرات کردستان عراق    | ۲۰۰۶-۰۵-۲۰ -                        |
| وزیر دفاع                    | Salam al-Zaubai (acting)  | جبهه توافق عراق      | Iraqi People's Conference   | ۲۰۰۶-۰۵-۲۰ - ۲۰۰۶-۰۶-۰۸             |
| وزیر دفاع                    | قادر عبیدی                | جبهه توافق عراق      | مستقل                       | ۲۰۰۶-۰۶-۰۸ -                        |
| وزیر نفت                     | حسن الشهرستانی            | ائتلاف عراق متحد     | مستقل                       | ۲۰۰۶-۰۵-۲۰ -                        |
| وزیر برق                     | کریم وحید                 | ائتلاف عراق متحد     | مستقل                       | ۲۰۰۶-۰۵-۲۰ -                        |
| وزیر برنامه‌ریزی              | علی بابان                 | جبهه توافق عراق      | حزب اسلامی عراق             | ۲۰۰۶-۰۵-۲۰ -                        |
| وزیر آموزش عالی              | عبد دیاب الجلیلی          | جبهه توافق عراق      | حزب اسلامی عراق             | ۲۰۰۶-۰۵-۲۰ - ۲۰۰۷-۰۸-۰۱۲۰۰۸-۰۷-۱۹ - |
| وزیر شهرداری‌ها و خدمات عمومی | ریاض غریب                 | ائتلاف عراق متحد     | مجلس اعلای اسلامی عراق      | ۲۰۰۶-۰۵-۲۰ -                        |
| وزیر اقتصاد                  | بیان جبور                 | ائتلاف عراق متحد     | مجلس اعلای اسلامی عراق      | ۲۰۰۶-۰۵-۲۰ -                        |
| وزیر منابع آب                | عبداللطیف رشید            | ائتلاف کردستان       | اتحادیه میهنی کردستان       | ۲۰۰۶-۰۵-۲۰ -                        |
| وزیر محیط زیست               | نرمین عثمان               | ائتلاف کردستان       | اتحادیه میهنی کردستان       | ۲۰۰۶-۰۵-۲۰ -                        |
| وزیر تجارت                   | عبدالفلاح السودانی        | ائتلاف عراق متحد     | حزب الدعوه                  | ۲۰۰۶-۰۵-۲۰ - ۲۰۰۹-۰۵-۱۵             |
| وزیر تجارت                   | Vacant                    |                      |                             |                                     |
| وزیر ترابری                  | کریم مهدی صالح            | ائتلاف عراق متحد     | جریان صدری                  | ۲۰۰۶-۰۵-۲۰ - ۲۰۰۷-۰۴-۱۶             |
| وزیر ترابری                  | عامر عبدالجلیل اسماعیل    | ائتلاف عراق متحد     |                             | ۲۰۰۸-۰۷-۱۹ -                        |
| وزیر کار و امور اجتماعی      | محمود الراضی              | ائتلاف عراق متحد     | مجلس اعلای اسلامی عراق      | ۲۰۰۶-۰۵-۲۰ -                        |
| وزیر حقوق بشر                | وجدان میشل                | لیست ملی عراق        | جنبش وفاق ملی عراق          | ۲۰۰۶-۰۵-۲۰ - ۲۰۰۷-۰۸-۲۴             |
| وزیر بهداشت                  | علی الشماری               | ائتلاف عراق متحد     | جریان صدری                  | ۲۰۰۶-۰۵-۲۰ - ۲۰۰۷-۰۴-۱۶             |
| وزیر بهداشت                  | Salih al-Hasnawi          |                      |                             | ۲۰۰۷-۱۰-۳۰ -                        |
| وزیر مسکن                    | Bayan Dezei               | ائتلاف کردستان       | حزب دموکرات کردستان عراق    | ۲۰۰۶-۰۵-۲۰ -                        |
| وزیر آموزش و پرورش           | خضیر الخزاعی              | ائتلاف عراق متحد     | حزب الدعوه                  | ۲۰۰۶-۰۵-۲۰ -                        |
| وزیر کشاورزی                 | Yaroub al-Abodi           | ائتلاف عراق متحد     | جریان صدری                  | ۲۰۰۶-۰۵-۲۰ - ۲۰۰۷-۰۴-۱۶             |
| وزیر کشاورزی                 | علی البهادیلی             |                      |                             | ۲۰۰۷-۱۰-۳۰ -                        |
| وزیر دادگستری                | هاشم الشبلی               | لیست ملی عراق        | National Democratic Party   | ۲۰۰۶-۰۵-۲۰ - ۲۰۰۷-۰۳-۳۱             |
| وزیر دادگستری                | صفا الصافی (acting)       | ائتلاف عراق متحد     | مستقل                       | ۲۰۰۷-۰۳-۳۱ -                        |
| وزیر دادگستری                | دارا نورالدین             | ائتلاف کردستان       | مستقل                       | ۲۰۰۹-۰۲-۰۱ -                        |
| وزیر فرهنگ                   | اسد کمال الهاشمی          | جبهه توافق عراق      | Iraqi People's Conference   | ۲۰۰۶-۰۵-۲۰ - ۲۰۰۷-۰۸-۰۱             |
| وزیر فرهنگ                   | ماهر دالی ابراهیم الحدیثی | جبهه توافق عراق      |                             | ۲۰۰۸-۰۷-۱۹ -                        |
| وزیر علوم و فن‌آوری           | رعد فهمی جاهد             | لیست ملی عراق        | حزب کمونیست عراق            | ۲۰۰۶-۰۵-۲۰ -                        |
| وزیر مهاجرت                  | عبدالصمد سلطان            | ائتلاف عراق متحد     | کردهای فیلی                 | ۲۰۰۶-۰۵-۲۰ -                        |
| وزیر جوانان و ورزش           | جاسم محمد جعفر            | ائتلاف کردستان       | شیعه ترکمن‌های عراق          | ۲۰۰۶-۰۵-۲۰ -                        |
| وزیر صنایع و معادن           | فوزی حریری                | ائتلاف کردستان       | حزب دموکرات کردستان عراق    | ۲۰۰۶-۰۵-۲۰ -                        |
| وزیر ارتباطات                | محمد توفیق علاوی          | لیست ملی عراق        |                             | ۲۰۰۶-۰۵-۲۰ - ۲۰۰۷-۰۸-۲۴             |
| وزیر ارتباطات                | فاروق عبدالقادر عبدالرحمن | جبهه توافق عراق      |                             | ۲۰۰۸-۰۷-۱۹ -                        |
| Ministers of State:          |                           |                      |                             |                                     |
| امنیت ملی                    | برهم صالح                 | ائتلاف کردستان       | اتحادیه میهنی کردستان       | ۲۰۰۶-۰۵-۲۰ - ۲۰۰۶-۰۶-۰۸             |
| امنیت ملی                    | شیروان والیلی             | ائتلاف عراق متحد     | حزب الدعوه                  | ۲۰۰۶-۰۶-۰۸ -                        |
| Governorate Affairs          | سعد طاهر عبدالخلف الهاشمی | لیست ملی عراق        | جنبش وفاق ملی عراق          | ۲۰۰۶-۰۵-۲۰ - ۲۰۰۷-۰۸-۲۴             |
| Governorate Affairs          | Kholoud Sami Azaza        | ائتلاف عراق متحد     |                             | ۲۰۰۸-۰۷-۱۹ -                        |
| Civil Society Affairs        | عادل الاسدی               | ائتلاف عراق متحد     | Islamic Action Organisation | ۲۰۰۶-۰۵-۲۰                          |
| Civil Society Affairs        | ثامر جعفر الزبیدی         | ائتلاف عراق متحد     |                             | ۲۰۰۸-۰۷-۱۹                          |
| Foreign Affairs              | رفیع العیساوی             | جبهه توافق عراق      | حزب اسلامی عراق             | ۲۰۰۶-۰۵-۲۰ - ۲۰۰۷-۰۸-۰۱             |
| Foreign Affairs              | محمد منجد عیفان الدلیمی   | جبهه توافق عراق      |                             | ۲۰۰۸-۰۷-۱۹ -                        |
| گفتگوی ملی                   | اکرم الحکیم               | ائتلاف عراق متحد     | مجلس اعلای اسلامی عراق      | ۲۰۰۶-۰۵-۲۰ -                        |
| زنان                         | فاتن عبدالرحمن محمود      | جبهه توافق عراق      | حزب اسلامی عراق             | ۲۰۰۶-۰۵-۲۰ - ۲۰۰۷-۰۸-۰۱             |
| زنان                         | نوال مجید حمید            | جبهه توافق عراق      |                             | ۲۰۰۸-۰۷-۱۹                          |
| Tourism & Antiquities        | لیوا صمیصم                | ائتلاف عراق متحد     | جریان صدری                  | ۲۰۰۶-۰۵-۲۰ - ۲۰۰۷-۰۴-۱۶             |
| Tourism & Antiquities        | احتان عباس نعمان          | ائتلاف عراق متحد     |                             | ۲۰۰۸-۰۷-۱۹                          |
| National Assembly Affairs    | صفی‌الدین الصافی           | ائتلاف عراق متحد     | مستقل                       | ۲۰۰۶-۰۵-۲۰ -                        |
| بدون جایگاه                  | محمد عباس العریبی         | لیست ملی عراق        |                             | ۲۰۰۶-۰۵-۲۰ - ۲۰۰۷-۰۸-۲۴             |
| بدون جایگاه                  | علی محمود احمد            | اتحاد اسلامی کردستان | اتحاد اسلامی کردستان        | ۲۰۰۶-۰۵-۲۰ -                        |
| بدون جایگاه                  | حسن راضی کاظم الساری      | ائتلاف عراق متحد     | حزب‌الله عراق                | ۲۰۰۶-۰۵-۲۰ -                        |

## چالش‌های سیاسی
در دسامبر ۲۰۰۶ خبر رسید که بین مجلس اعلای اسلامی عراق و ائتلاف ملی عراق و چند حزب سیاسی دیگر عراق بر سر رأی عدم اعتماد به این دولت، توافق نظر حاصل شده است. خود نوری مالکی نیز چنین رویدادی را تأیید کرد. ولی از آنجا که رأی عدم اعتماد، دست کم نیاز به رأی دو سوم نمایندگان مجلس عراق داشت، این تصمیم عملی نشد.
همچنین در طول این دوره بارها بین وزیران سنی مذهب کابینه با نوری مالکی اختلاف نظر اساسی پدید آمد که منجر به چندین مرتبه کناره‌گیری برخی از وزراء از دولت شد. این کناره‌گیری‌ها، دولت را تا مرز فروپاشی پیش برد. از مخالفان اصلی دولت نوری مالکی در این دوره می‌توان به ایاد علاوی اشاره کرد.

## مهم‌ترین قوانین وضع‌شده
- اکتبر ۲۰۰۶: وضع قانون فدرالیسم که به موجب آن استان‌های جدید عراق شکل گرفتند.
- اکتبر ۲۰۰۷: وضع قانون یکپارچه‌سازی بازنشستگی در عراق که به موجب آن تمام بازنشستگان دولت بعث عراق هم تحت پوشش قرار می‌گرفتند.
- ژانویه ۲۰۰۸: وضع قانون جزا و دادگستری که پیامد آن تصفیهٔ دولت جدید از مهره‌های حاضر در حزب بعث عراق بوده است.
- فوریه ۲۰۰۸: وضع قانون عفو عمومی برای محکومینی که بیش از ۶ ماه بدون تفهیم اتهام در زندان بودند یا بیش از ۱۲ ماه بدون محاکمه.
- فوریه ۲۰۰۸: وضع قانون تعیین حدود و اختیارات استانداری‌های عراق. این قانون در اکتبر ۲۰۰۸ مورد بازبینی و تصویب مجدد قرار گرفت.